# Tiefkühlkost

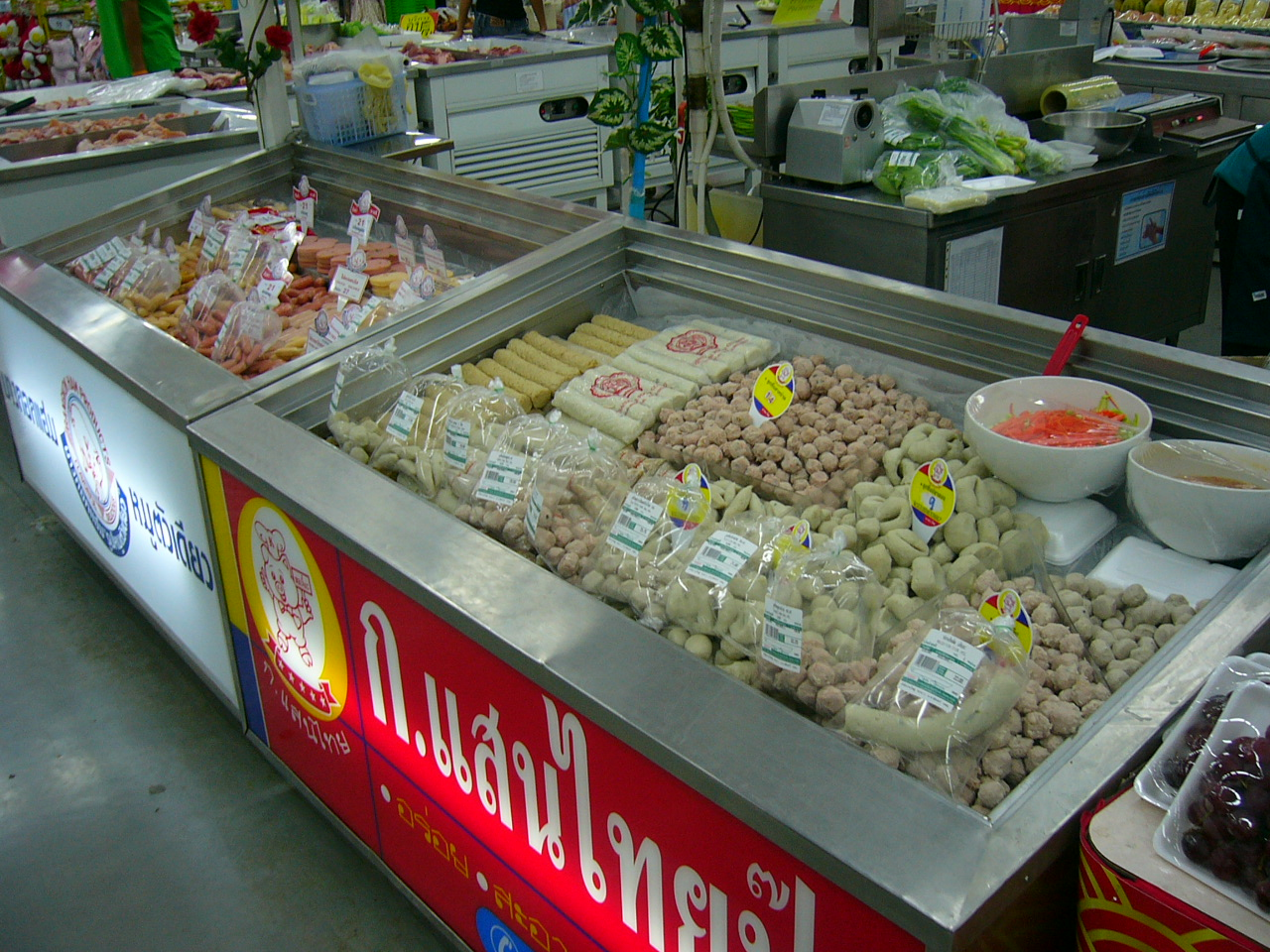
Tiefgefrorene Lebensmittel in einer SB-Kühltruhe in einem Supermarkt in Thailand

Tiefkühlkost (kurz TKK, auch Feinfrost) ist die Bezeichnung für industriell hergestellte Lebensmittel, die durch das Verfahren der Tiefkühlung konserviert werden. Zur Tiefkühlkost zählen sowohl tiefgefrorene Zutaten für die Weiterverarbeitung als auch Fertiggerichte. Gemäß dem deutschen Lebensmittelrecht darf die Lagertemperatur von Tiefkühlkost höchstens −18 °C betragen:

„Tiefgefrorene Lebensmittel […] sind Lebensmittel, die einem geeigneten Gefrierprozess (Tiefgefrieren) unterzogen worden sind, bei dem der Bereich der maximalen Kristallisation entsprechend der Art des Lebensmittels so schnell wie nötig durchschritten wird, mit der Wirkung, dass die Temperatur des Lebensmittels an allen seinen Punkten nach der thermischen Stabilisierung mindestens minus 18 Grad Celsius beträgt, und mit einem Hinweis darauf, dass sie tiefgefroren sind, in den Verkehr gebracht werden.“

## Geschichte

Der Pro-Kopf-Verbrauch von Tiefkühlkost verdreifachte sich in Deutschland zwischen 1975 und 2005 von 12,2 kg auf 37,1 kg (ohne Speiseeis).

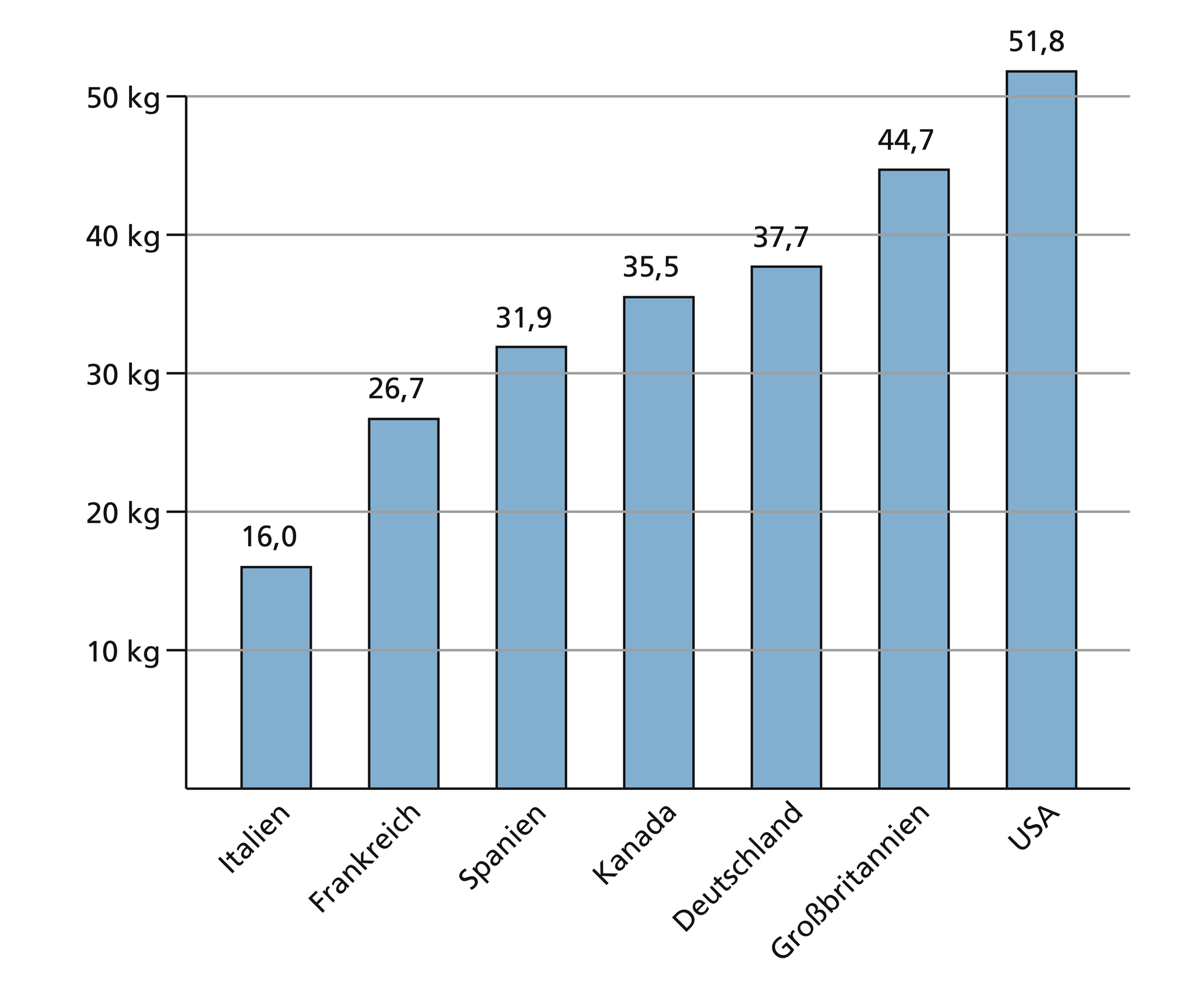
Der Pro-Kopf-Verbrauch von Tiefkühlkost in verschiedenen Ländern 2006 (ohne Speiseeis).

Bereits Alexander der Große ließ während des Persischen Krieges Gruben mit Eis füllen, um darin Wein und andere Nahrungsmittel zu kühlen. Kaiser Nero nutzte Schnee und Eis von den Bergen des Apennins, mit denen er Früchte für Festgelage frisch hielt. Die Entwicklung der Kältetechnik beginnt jedoch viel später. Um das Jahr 1550 soll der spanische Arzt Blasius Villafranka die Abkühlung von Wasser durch die Beigabe von Salpeter in Rom gelehrt haben. Diese Methode entdeckte bereits im Jahr 1525 Professor Zimara in Padua. Bis zum Jahr 1740 wurden 15 verschiedene Gemische gefunden, mit denen Temperaturen bis zu −32 °C erreicht werden konnten. Im Jahr 1844 schließlich stellte John Garry seine Kühlmaschine zur Herstellung von Eis vor, für die er im Jahr 1851 ein US-Patent erhielt. Die Nutzung beschränkte sich jedoch in erster Linie auf Air Conditioner für Hospitäler. Die erste Absorber-Kältemaschine baute Ferdinand Carré im Jahr 1860. Von ihr wurden 400 Stück hergestellt und fanden Verwendung in Handelsschiffen, die Fleisch aus Australien und Südamerika in die neuen Industriegebiete Englands und den USA brachten.
Ihren eigentlichen Anfang fand die Kälteindustrie im Jahr 1874 mit Carl von Linde. Er erfand eine Kältemaschine mit Ammoniakverflüssigung durch Kompression. Bis zum Jahr 1911 wurde damit aber hauptsächlich Kunsteis hergestellt. Erst danach begann die Entwicklung der industriellen Haltbarmachung von Lebensmitteln durch Tiefgefrieren. Eine Beobachtung durch den Biologen Clarence Birdseye (1886–1956) sollte dazu einen entscheidenden Beitrag leisten. Auf einer Forschungsreise nach Labrador sah er, wie die einheimische Bevölkerung bei −45 °C Fische fing, die sofort gefroren, als sie aus dem Wasser kamen. Später zubereitet, schmeckten sie wie frisch aus dem Wasser. Die praktische Umsetzung dieser Entdeckung gelang durch den dänischen Fischimporteur A.J.A. Ottensen. Er fand heraus, dass in einer Sole mit einem Salzgehalt von 28,9 % Salz und den neuen Kältemaschinen Temperaturen von −21 °C erreichbar waren. Damit konnte er ganze Fische innerhalb von ein bis drei Stunden bis in den Kern auf −20 °C einfrieren. Für seine Entdeckung erhielt Ottensen im Jahr 1911 ein Patent. Es stellt die Basis der industriellen Herstellung der heutigen Tiefkühlkost dar.
Am 6. März 1930 startete in Amerika die Vermarktung: In zehn Lebensmittelgeschäften in Springfield, Massachusetts, wurde von der Firma Birdseye zum ersten Mal Tiefkühlkost unter der Marke Birds Eye verkauft. Zum Sortiment gehörte neben Gemüseprodukten wie Spinat vor allem Obst und Fisch in filetierter Form. Birdseye kam zu der Erkenntnis, dass null Grad Fahrenheit (entspricht −18 Grad Celsius) die optimale Temperatur für tiefgefrorenes Essen sei. 1964 übernahm das International Institute of Refrigeration und später auch die EG die Temperaturempfehlung von Birdseye. Diese Temperatur erwies sich als ein guter Kompromiss zwischen Energiekosten und Haltbarkeit.
Es folgten Fruchtsäfte und die ersten Teilfertiggerichte. Den Durchbruch in Deutschland schaffte Tiefkühlkost 1955, als sie zum ersten Mal auf der Anuga ausgestellt wurde. Im Jahr 1957 fand sie sich dann erstmals in Deutschlands Truhen: Es waren Fischstäbchen und Spinat. Die erste tiefgefrorene Fertigmahlzeit, das sogenannte „TV-Dinner“, wurde in den 1950er Jahren von Gerry Thomas in den USA entwickelt.
In Erinnerung an den Verkauf der ersten tiefgekühlten Lebensmittel auf dem amerikanischen Markt proklamierte US-Präsident Ronald Reagan den 6. März 1984 als Tag der Tiefkühlkost (englisch National Frozen Food Day), der seitdem alljährlich landesweit in den Vereinigten Staaten begangen wird. Das Deutsche Tiefkühlinstitut hat das Ereignis in Deutschland zum „Internationalen Tag der Tiefkühlkost“ ausgeweitet und verweist damit auf eine zu den USA vergleichbare Entwicklung der Tiefkühlkost im Nachkriegsdeutschland.

## Produkte

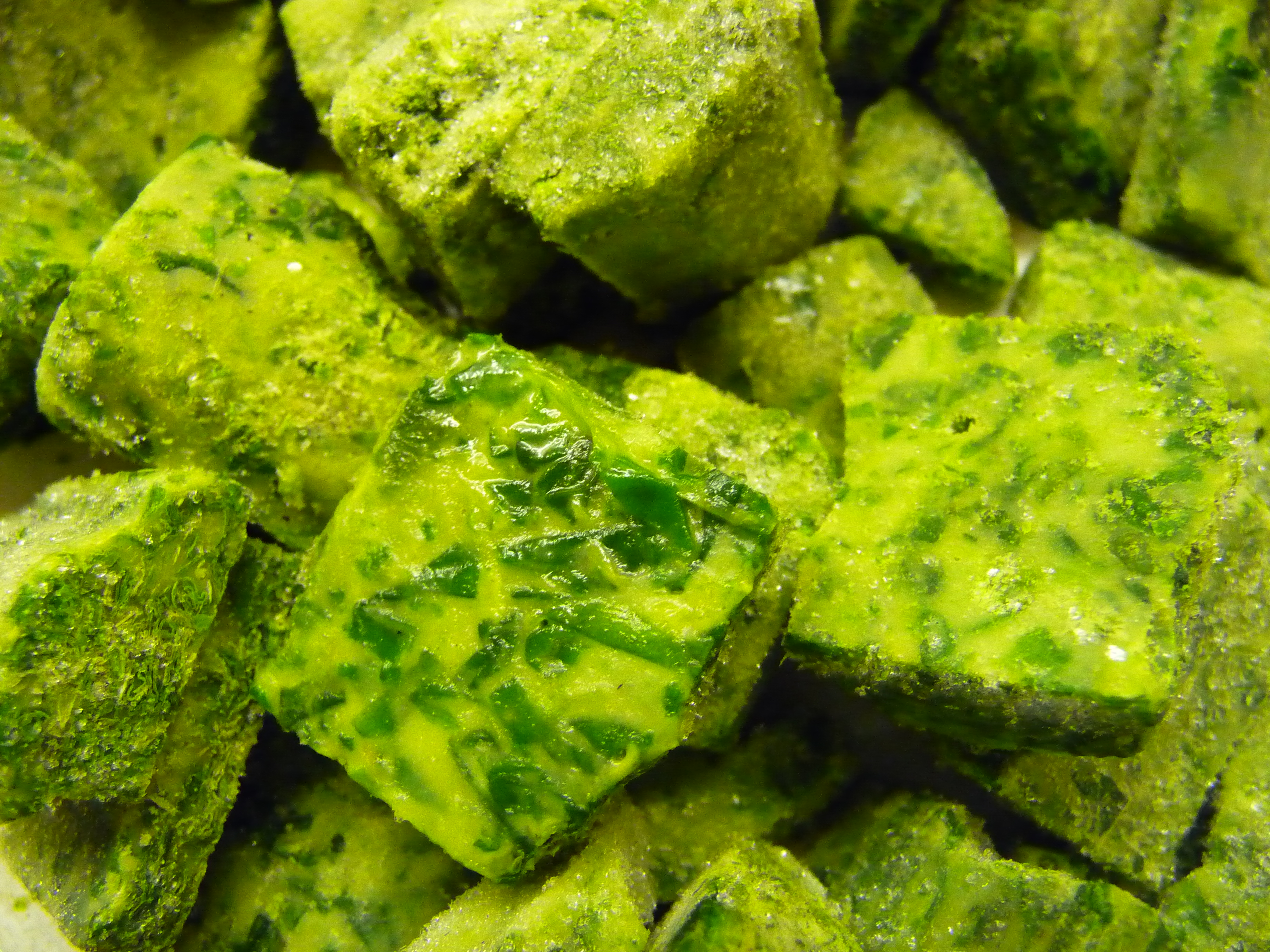
Portionierter Tiefkühl-Rahm-Spinat (angetaut)

Die Produktpalette reicht von Gemüse und Gemüseprodukten wie Pommes frites über Fleisch und Fleischprodukte, Fisch und Fischprodukte bis zu kompletten Mahlzeiten (Fertigprodukte). Speiseeis fällt nicht unter den Begriff Tiefkühlkost, da es nicht zwingend bei höchstens −18 °C gelagert werden muss. Im Haushalt selbst eingefrorene Lebensmittel werden als Gefriergut bezeichnet und häufig bei höheren Temperaturen (−12 °C) aufbewahrt.
Zu unterscheiden sind:
- Küchenfertige Rohprodukte: Gemüse oder Obst, das schon fertig geputzt und zerkleinert ist.
- Garfertige Produkte: wie Fischstäbchen, die nur noch gebraten werden müssen.
- Zubereitungsfertige Teilgerichte: Rahmspinat, den man nur noch auftauen und erhitzen muss oder Teilgerichte wie Bratkartoffeln, Fischstäbchen.
- Verzehrfertige Produkte: Die man aus der Verpackung nimmt und sofort verzehrt, wie Speiseeis oder Eiskonfekt.

Tiefkühlkost wird industriell und weitgehend auch maschinell gefertigt und gelangt über verschiedene Vertriebswege über den Einzelhandel oder Heimdienste zum Verbraucher. Tiefkühlkost unterliegt dabei den Vorschriften der Verordnung über tiefgefrorene Lebensmittel (TLMV), bezüglich der erlaubten Temperaturschwankungen von maximal drei Grad Celsius bei Umladevorgängen.
Zum industriellen Einfrieren kommen verschiedene Tiefgefrierverfahren zum Einsatz, abhängig von der Art des Lebensmittels. Gemüse wird zudem vorher häufig blanchiert. Industriell hergestellte Tiefkühlkost ist durch das Schockfrosten länger haltbar als selbst eingefrorene Lebensmittel in der häuslichen Gefriertruhe, die mit deutlich höheren Temperaturen arbeitet. Wichtig für den Erhalt der Qualität von Tiefkühlkost ist die Einhaltung der Tiefkühlkette vom Erzeuger bis zum Zeitpunkt der Zubereitung.

## Qualität
Wissenschaftler sind sich einig, dass das Tiefgefrieren die schonendste Konservierungsform für Lebensmittel ist. Zudem ist der Vitamin- und Nährstoffgehalt bei tiefgefrorenen Produkten auch nach mehreren Monaten noch deutlich höher als bei Lebensmitteln, die nur wenige Tage bei Zimmertemperatur gelagert wurden. Die erhaltenen 80 Prozent der Vitamine beginnen jedoch nach sechs Monaten zu zerfallen.

## Herstellung
Für die Herstellung von Tiefkühlkost kommen heute verschiedene Tiefgefrierverfahren zum Einsatz. Die meisten Verfahren führen die Kühlung in wenigen Minuten herbei. Bei der industriellen Herstellung hat sich die kostengünstige Sprühkühlung verbreitet. Hier werden die Nahrungsmittel (meist Fleisch) mit lebensmitteltechnisch neutralen, tieftemperaturigen Flüssigkeiten oder Gasgemischen (üblicherweise Stickstoff, Kohlenstoffdioxid) besprüht, was dem Kühlgut rundum schnell und schonend Wärme entzieht. Bei einer nachfolgenden leichten Erwärmung um einige Grad verflüchtigen sich die Kühlmittel wieder. Der Kühlvorgang wird meist durch Fließbänder ermöglicht.
Wesentlich schneller erfolgt die Kühlung beim Eintauchen in verflüssigte Gase, was jedoch technisch ineffektiver ist und heute industriell nicht eingesetzt wird. Daneben gibt es die klassische Kühlung durch einfaches Einlagern der Nahrungsmittel in Tiefkühlhäuser, die auch als Lagerhallen benötigt werden. Für das Einlagern frischer Waren werden hier oft abgetrennte Schleusen oder Eingangsräume verwendet, in denen die Temperatur im Vergleich zur übrigen Halle niedriger ist, um ein schnelles Einfrieren zu ermöglichen und die Hallenkühltechnik nicht zu überlasten.
Bei der Herstellung von Tiefkühlkost gelten strenge Arbeitsschutzbestimmungen. Insbesondere die Sprühkühlung ist lebensgefährlich. Schutzkleidung ist vorgeschrieben. In Türen zu Räumen mit Tiefkühltechnik dürfen in Deutschland keine Schlösser eingebaut werden, es sei denn, sie können unabhängig vom Schließzustand von innen ohne Kraftaufwand geöffnet werden, wobei die Tür beim Lösen des Mechanismus von allein aufspringen muss und nicht erneut zufallen darf. Dazu werden oft einfache frostsichere Hebelverschlüsse eingebaut, die durch ihr Eigengewicht die Tür bei leichtem Handdruck von innen öffnen lassen.

## Verbrauch
Nach Angaben des Deutschen Tiefkühlinstitutes wurden 2019 in Deutschland rund 3,8 Millionen Tonnen Tiefkühlkost verzehrt (pro Person 46,9 kg). Davon gingen 48,5 % in den Lebensmittelhandel und 51,5 % in die Außer-Haus-Verpflegung. Der Umsatz betrug insgesamt rund 15,4 Milliarden Euro. Die Zahlen beruhen auf dem gesamten Absatz im Lebensmittelhandel, einschließlich Heimdienste und Discounter, sowie bei Großverbrauchern (Gastronomie, Kantinen, Anstalten).
| Tiefkühlkost in Tonnen          | 2000      | 2005      | 2006      | 2007      | 2008      | 2009      | 2010      | 2011      | 2019      |
| ------------------------------- | --------- | --------- | --------- | --------- | --------- | --------- | --------- | --------- | --------- |
| Gemüse                          | 408.527   | 444.297   | 454.911   | 463.664   | 466.822   | 467.034   | 474.881   | 476.959   | 507.615   |
| Obst und Obstsäfte              | 64.856    | 64.248    | 66.279    | 66.469    | 67.209    | 66.504    | 66.351    | 68.123    | 73.120    |
| Fische, Krusten- und Weichtiere | 216.021   | 274.600   | 284.456   | 299.902   | 295.239   | 292.404   | 297.248   | 298.828   | 298.320   |
| Kartoffelerzeugnisse            | 359.403   | 406.166   | 448.338   | 409.477   | 420.891   | 413.451   | 422.311   | 422.204   | 455.455   |
| Getreide- und Mehlerzeugnisse   | 13.505    | 13.796    | 14.320    | 14.388    | 14.653    | 14.850    | 14.283    | 14.746    | 16.373    |
| Backwaren                       | 457.340   | 534.537   | 552.797   | 568.219   | 606.338   | 626.099   | 662.462   | 680.229   | 929.551   |
| Fertiggerichte                  | 383.522   | 397.951   | 404.339   | 406.803   | 410.413   | 418.086   | 415.532   | 423.814   | 462.033   |
| Pizza                           | 159.687   | 237.537   | 244.736   | 252.588   | 260.635   | 267.666   | 280.629   | 283.621   | 362.842   |
| Snacks                          | 48.875    | 177.731   | 187.719   | 190.325   | 194.265   | 198.302   | 199.489   | 216.137   | 274.570   |
| Milcherzeugnisse, Süßspeisen    | 8.187     | 10.082    | 9.818     | 10.197    | 10.312    | 9.831     | 9.495     | 10.477    | 11.265    |
| Fleisch und Wild                | 243.902   | 221.890   | 225.133   | 226.765   | 228.841   | 221.522   | 219.721   | 210.122   | 228.931   |
| Rohgeflügel                     | 324.000   | 285.000   | 245.000   | 227.300   | 226.919   | 228.592   | 223.232   | 206.977   | 213.756   |
| Insgesamt                       | 2.687.825 | 3.067.835 | 3.107.846 | 3.136.097 | 3.202.537 | 3.224.341 | 3.285.634 | 3.312.237 | 3.833.833 |

Quelle:

## Umweltaspekte
Eine vom Deutschen Tiefkühlinstitut beauftragte Studie kam zu dem Ergebnis, dass Transport und Lagerung einen relativ kleinen Anteil an der Klimabilanz von Tiefkühlprodukten beitragen und dass Vergleichsprodukte keine wesentlich bessere Bilanz hatten.
Eine von Alufolienherstellern beauftragte Studie an einer Tiefkühllasagne kam zu einem ähnlichen Ergebnis.

## Qualitätskontrolle
Tiefkühlkost unterliegt seit 1978 der HACCP-Regulation, die Standards zur Sicherstellung der Qualität und Frische der tiefgekühlten Lebensmittel festlegt. Als Werkzeuge zur Qualitätskontrolle werden Datenlogger und Zeit-Temperatur-Indikatoren vorgeschlagen.